# Casse Benjámin Ignác
Casse Benjámin Ignác (De la Casse Benjámin Ignác) (Nagymaros, 1801. október 28. – Sopron, 1875. szeptember 22.) bencés rendi szerzetes, bölcsész.

## Élete
1815. november 2. lépett a rendbe s Pannonhalmán végezte a teológiát; 1825. március 30-án pappá szentelték. Tanár volt Pozsonyban 1822–1827., Nagyszombatban 1827–1834., Győrött 1834–1838-ban, ahol a rend növendékeit tanította; a pozsonyi akadémián 1838–1848-ig a mennyiségtan tanára, 1848–1852-ig Pannonhalmán levéltáros volt és a növendék papoknak a mathesist adta elő; 1852–1857-ig spiritualis és könyvtáros Győrött, 1857–1859-ig hitszónok a dömölki apátságban; 1859–1865-ig ugyanott prior; végre 1865-ben Sopronba helyezték át mint spiritualist.

## Művei
- Elemi mennyiségtan. Pozsony, 1842 (II. része: Betűvetés és mértan. 2. k. Uo. 1843)
- A búcsújárásokról irt a Magyar egyházi szónokok cz. folyóiratba (1862. I.)
- Maár Bonifácz Világtörténetének szerkesztésénél és kiadásánál közreműködött.